# 温宿黄耆
温宿黄耆（学名：Astragalus wensuensis）是豆科黄芪属的植物，是中国的特有植物。分布于中国大陆的新疆等地，生长于海拔2,100米的地区，常生长在草坡，目前尚未由人工引种栽培。